# スープブラン
スープブランは、クノールのスープ。

## 概要
下記の3種類があり、小麦の外皮（ブラン）の入ったパンがスープの中に入っている。このスープには5グラム以上の食物繊維が含まれている。
- 濃厚チーズクリーム
- きのこのデミグラス
- 彩り野菜クリーム